# Gröbitz
Gröbitz este o comună din landul Saxonia-Anhalt, Germania.